# Louis de Koning
Pour les articles homonymes, voir Koning.
Louis de Koning, né le 19 octobre 1967 à Brielle, est un coureur cycliste néerlandais.

## Biographie
Louis de Koning naît le 19 octobre 1967 à Brielle aux Pays-Bas.

## Palmarès et résultats

### Palmarès par année
- 1985[1]
  -  Médaillé de bronze au championnat du monde de course aux points juniors
- 1988
  - Ronde van Midden-Nederland
  - Tour du Limbourg
  - Bizkaiko Bira (es)
  - 3e de l'Olympia's Tour
- 1990
  - Grand Prix Beeckman-De Caluwé
  - 7e du Grand Prix des Amériques
- 1991
  - 2e de la Flèche côtière
- 1992
  - Tour de Cologne
  - 2ea étape du Tour des Pays-Bas
  - Grand Prix Raymond Impanis
  - 5e étape du Tour d'Irlande
  - 2e du Grand Prix Beeckman-De Caluwé
- 1995
  - Tour d'Overijssel
  - 3e du Tour du Limbourg
- 1996
  - Ster van Zwolle
  - 1re étape de l'OZ Wielerweekend
  - 8e étape de l'Olympia's Tour
  - Tour du Limbourg
  - Grand Prix Wielerrevue
- 1997
  - 3e du Tour de Drenthe
- 1998
  - Tour de Hollande-Septentrionale
- 2001
  -  Champion des Pays-Bas des élites sans contrat
  - 3e du championnat des Pays-Bas sur route
- 2002
  - Omloop Houtse Linies

### Résultats sur les grands tours

#### Tour d'Italie
1 participation
- 1990 : 87e

#### Tour d'Espagne
1 participation
- 1991 : hors délais (12e étape)